# San Giacomo delle Segnate
San Giacomo delle Segnate är en ort och kommun i provinsen Mantua i regionen Lombardiet i Italien. Kommunen hade 1 533 invånare (2018).